# الهشوش (ردفان)

تعديل مصدري - تعديل

الهشوش هي إحدى قرى عزلة الحبيلين بمديرية ردفان التابعة لمحافظة لحج، بلغ تعداد سكانها 4 نسمة حسب تعداد اليمن لعام 2004.